# Dopfat

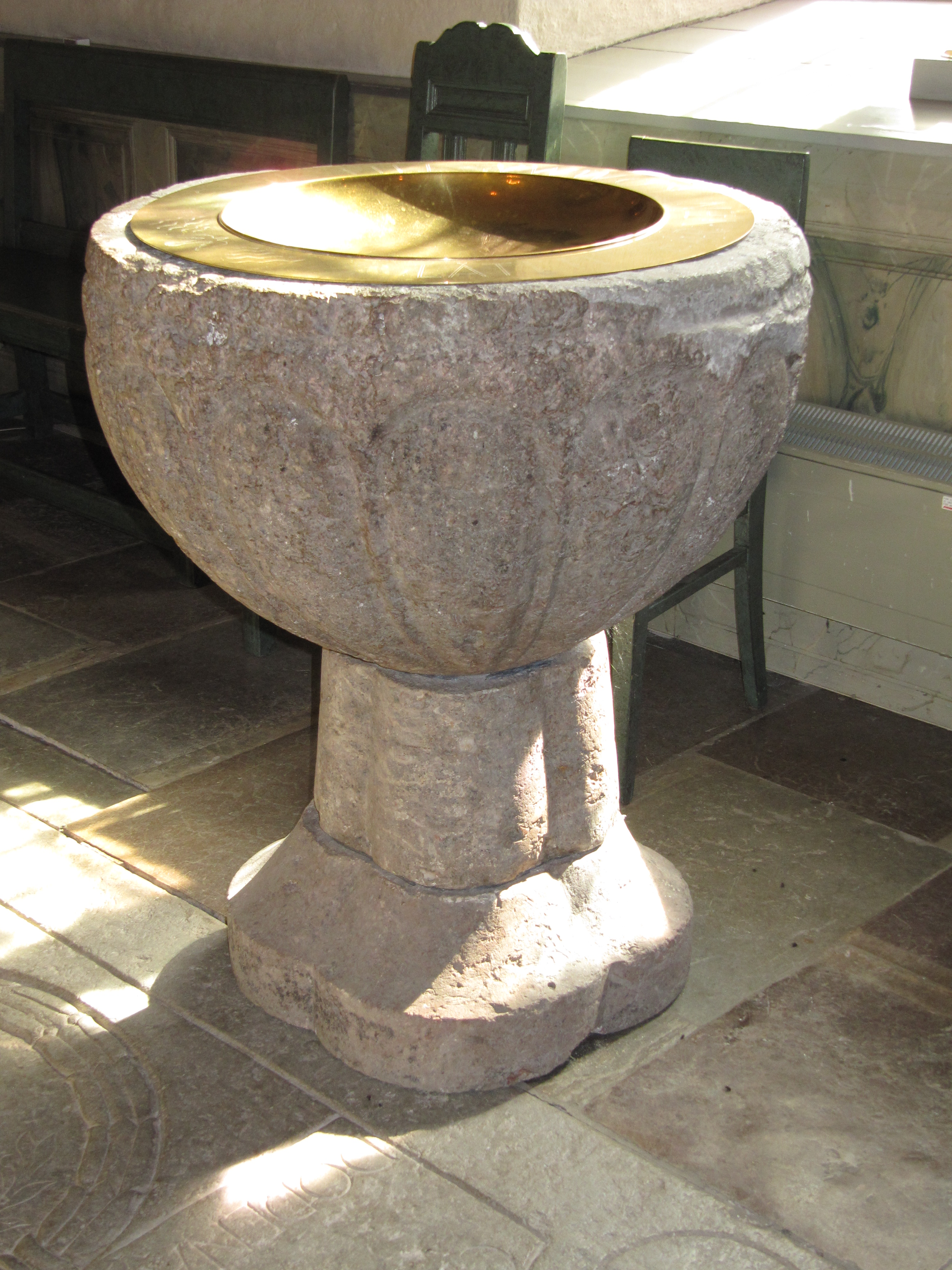
Dopfunt med tillhörande dopfat i Husby-Långhundra kyrka

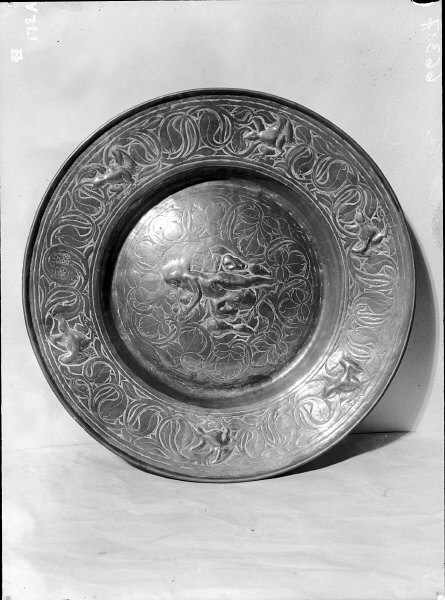
Dopfat av mässing i Abilds kyrka, 1636.

Dopfat är den del av dopfunten där det välsignade vattnet hälls ner inför dopet. Om fatet är av mindre format till omkretsen kallas det för dopskål.
Dopfat/dopskål och dopfunt kan vara tillverkade under helt olika tidsperioder och bokförs i sådana händelser separat i den inventarieförteckning som kyrkvärdar och kyrkoherden är ålagda att gemensamt ansvara för. Just detta gemensamma ansvar för inventarierna är särskilt reglerat i kyrkoordningen och är ett av de få områden där kyrkoherden inte har ensamt ansvar. Vid biskopsvisitation och/eller prostvisitation är kontrollen av inventarieförteckningens innehåll ett av de områden som protokollförs.